# Daigo Umehara

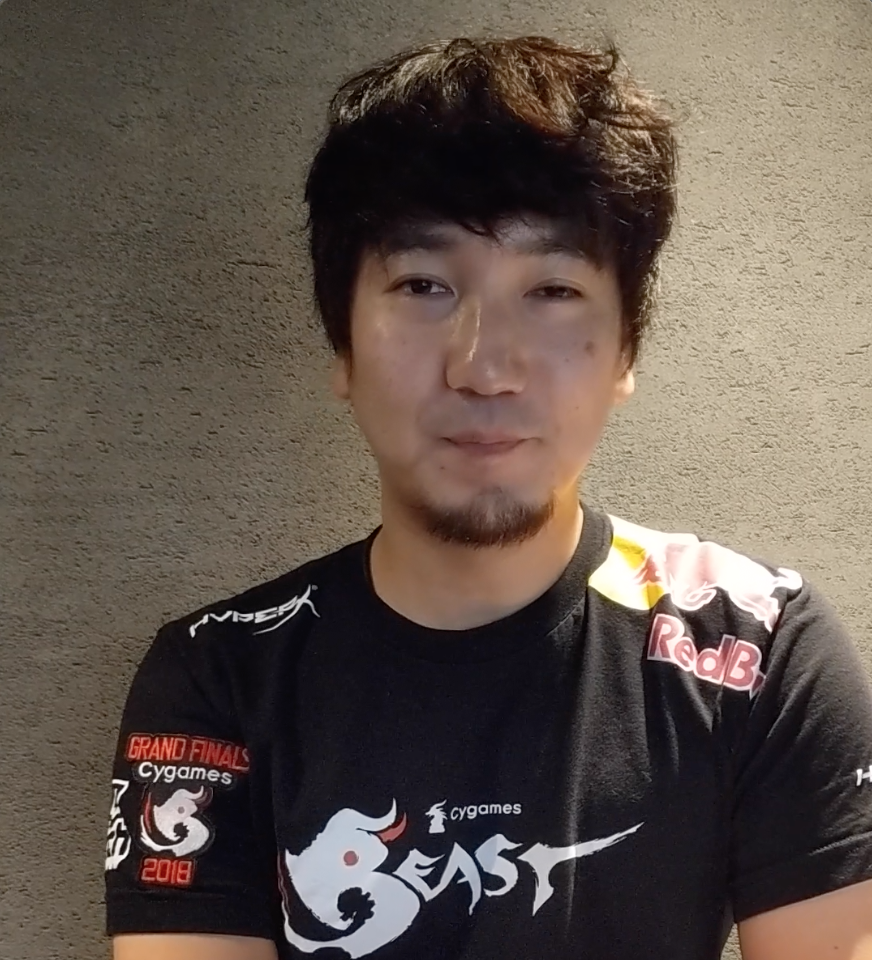
Daigo Umehara (2018)

Daigo Umehara (jap. 梅原 大吾, Umehara Daigo; * Mai 1981 in der Präfektur Aomori, Japan), Spitzname „The Beast“, ist ein japanischer E-Sportler, bekannt für seine Erfolge in Street-Fighter-Videospiel-Turnieren. Besondere Popularität gewann die Aufzeichnung eines Evo Championship Series Wettkampfs aus dem Jahr 2004, in der Umehara am Rande einer Niederlage unter dem Jubel der Zuschauer seinen Kontrahenten auf eigentümliche Weise parierte und bezwang.

## Leben
Umehara wurde im Mai 1981 in der Präfektur Aomori geboren. Er hat eine ältere Schwester und arbeitet in der Pflege. Seit dem Grundschulalter beschäftigt sich Daigo mit Kampfspielen; er fing an, Zeit in Spielhallen zu verbringen, als dort Street Fighter II gespielt wurde.
Daigo Umehara versuchte erstmals 1995, an der japanischen Meisterschaft, dem Gamest Cup teilzunehmen, scheiterte aber in der Qualifikation. Aus dem zweiten Versuch 1997 ging er als Turniersieger hervor. 1998 gewann Umehara den vom Publisher veranstalteten Wettbewerb zu Street Fighter Alpha 3 und eine Reise nach San Francisco, um in demselben Spiel als japanischer Champion gegen Alex Valle, den Sieger der damaligen United States Fighting Game Championships anzutreten, woraus er siegreich hervorging.
Weitere Top-3-Platzierungen folgten in den kommenden Jahren. Im April 2010 schloss Umehara einen Werbevertrag mit dem Zubehör-Hersteller Mad Catz zur Promotion dessen Prügelspiel-Eingabegeräte.
Besondere Popularität gewann die Aufzeichnung eines Wettkampfs aus dem Jahr 2004, in der Umehara am Rande einer Niederlage unter dem Jubel der Zuschauer seinen Kontrahenten auf eigentümliche Weise parierte und bezwang. Dieser Moment ist allgemein als „Daigo Parry“ bzw. „Evo Moment 37“ bekannt. Daigo spielte mit dem Charakter Ken gegen Justin Wongs Chun-Li. Da Daigos Ken nur noch eine minimale Menge Energie hatte, hätte jeglicher geblockter Angriff dazu geführt, dass er Schaden erlitten und die Runde verloren hätte. Ein parierter Angriff hingegen verursacht jedoch keinerlei Schaden, ist aber sehr schwer zu timen. Der Angriff von Wongs Chun-Li verursacht 14 Treffer in sehr kurzer Folge. Bevor dieser Angriff startete, blockte Umehara bereits einen Treffer, ehe er die komplette Angriffsserie parierte und seinerseits einen Tritt und seinen finalen Angriff einsetzte.

## Ergebnisse aus Fighting-Game-Turnieren
- 1997: Japanischer Sieger in Vampire Savior[1]
- 1998: Japanischer Sieger in Street Fighter Alpha 3[3]
- 1998: Sieg gegen den US-Champion Alex Valle in Street Fighter Alpha 3[3]
- 2000: Japanischer Sieger in Capcom vs. SNK: Millennium Fight 2000[1]
- 2004: Zweiter im Street-Fighter-III-Turnier der Evo Championship Series[6]
- 2009: Erster Street-Fighter-IV-Weltmeister nach einem Sieg über den US-Champion Justin Wong[7]
- 2009: Erster im Street-Fighter-IV-Turnier der Evo Championship Series nach einem Sieg gegen Justin Wong[3]
- 2010: Erster im Street-Fighter-IV-Turnier der Evo Championship Series[8]
- 2011: Vierter im Street-Fighter-IV-Turnier der Evo Championship Series[9]
- 2011: Erster im Street-Fighter-IV- und dem Super Street Fighter II Turbo-Turnier der ReveLAtions[10][11]
- 2012: Zweiter auf dem Street-Fighter-IV-Turnier der Street Fighter 25th Anniversary Grand Finals anlässlich des 25. Geburtstags der Spieleserie[12]
- 2013: Erster im Street-Fighter-IV-Turnier der DreamHack Winter 2013[13]
- 2014: Erster im Street-Fighter-IV-Turnier der Topanga World League[14]
- 2014: Erster im Ultra-Street-Fighter-IV-Turnier der Topanga League 4[15]
- 2015: Erster im Ultra-Street-Fighter-IV-Turnier der Topanga World League 2[16]
- 2015: Erster im Ultra-Street-Fighter-IV-Turnier der Topanga League 5[17]
- 2015: Zweiter im Ultra-Street-Fighter-IV-Turnier des Capcom Cup 2015[18]

## Semi-Finale Evo 2004
Zu den Evo Championship Series 2004 trat Daigo Umehara im Semi-Finale des Spiels Street Fighter III: Third Strike gegen Justin Wong an. Gegen Ende der ersten Runde hatte Wong die Trefferpunkte von Umeharas Spielfigur auf ein Minimum reduziert. Wong führte einen besonderen, multiplen Angriff aus, bei der ein einziger Treffer Umeharas Figur ins Knockout befördert hätte, selbst wenn jene in einer Abwehrhaltung verharrt wäre. Stattdessen wiederholte Umehara in schneller Abfolge eine Parade gegen jeden dieser Treffer und beendete die Runde mit einem Gegenangriff. Die zugehörige Youtube-Aufzeichnung wurde mehr als eine Million Mal angesehen. Sie wurde als „einer der legendärsten Momente in der Geschichte des Prügelspiel-Wettkampfs überhaupt“ referenziert (one of the most legendary moments in all of competitive fighting game history) und an Platz 1 einer Top 10 der videospielbezogenen „best of Youtube“ geführt. Die Website Progaming nannte das Ereignis an erster Stelle ihrer neun größten Momente im professionellen Videospielen (the 9 biggest moments in pro gaming) und verglich es mit dem blinden Ballfang des Baseball-Spielers Willie Mays.

## Belege
1. 1 2 3  famitsu.com: プロゲーマー梅原氏に直撃インタビュー, Interview mit Umehara, 14. Juni 2010 (japanisch, aufgerufen am 21. Juni 2014)
2. ↑  1up.com (Memento vom 29. Juni 2011 im Internet Archive): Being The Very Best at Fighting Games vom 23. Juni 2010 (englisch, aufgerufen am 21. Juni 2014)
3. 1 2 3 4 5  eurogamer.net: Daigo Umehara: The King of Fighters – Artikel zur Person vom 27. November 2009 (mehrseitig, englisch, aufgerufen am 21. Juni 2014)
4. ↑  gamespot.com: Spotlight on the Evolution 2K4 Fighting Game Tournament – Vorstellung der Person im Rahmen des Evolution 2k4 Tournament 2004 (englisch, aufgerufen am 21. Juni 2014)
5. ↑  gameinformer.com (Memento des Originals vom 6. August 2011 im Internet Archive)  Info: Der Archivlink wurde automatisch eingesetzt und noch nicht geprüft. Bitte prüfe Original- und Archivlink gemäß Anleitung und entferne dann diesen Hinweis.: Mad Catz Signs Deal With Fighting Legend Daigo Umehara vom 27. April 2010 (englisch, aufgerufen am 21. Juni 2014)
6. 1 2  sportsjoystick.com (Memento vom 17. September 2008 im Internet Archive): EVO 2K8: Fighting Games Personified – Artikel zum Evo-2k8-Turnier vom 19. August 2008 (Seite 1, Seitenkopie, englisch, aufgerufen am 21. Juni 2014)
7. 1 2  escapistmagazine.com (Memento des Originals vom 9. August 2009 im Internet Archive)  Info: Der Archivlink wurde automatisch eingesetzt und noch nicht geprüft. Bitte prüfe Original- und Archivlink gemäß Anleitung und entferne dann diesen Hinweis.: Daigo Umehara Is First SF4 World Champion vom 20. April 2009 (englisch, aufgerufen am 21. Juni 2014)
8. ↑  gamesetwatch.com (Memento des Originals vom 21. Januar 2011 im Internet Archive)  Info: Der Archivlink wurde automatisch eingesetzt und noch nicht geprüft. Bitte prüfe Original- und Archivlink gemäß Anleitung und entferne dann diesen Hinweis.: Daigo Wins Evo 2010's SSFIV Tournament, Evo Japan Announced vom 12. Juli 2010 (englisch, aufgerufen am 21. Juni 2014)
9. ↑  gamepro.com (Memento vom 18. August 2011 im Internet Archive): EVO 2011 Results: New Street Fighter, Marvel vs. Capcom Champions Crowned vom 1. August 2011 (Seitenkopie, englisch, aufgerufen am 21. Juni 2014)
10. ↑  ReveLAtions 2011 (Super Street Fighter IV: Arcade Edition) auf esportsearnings.com
11. ↑  ReveLAtions 2011 (Super Street Fighter II Turbo) auf esportsearnings.com
12. ↑  Street Fighter 25th Anniversary Grand Finals (SSFIV:AE) auf esportsearnings.com
13. ↑  DreamHack Winter 2013 Energizer Ultimate Lithium Fighting Championship auf esportsearnings.com
14. ↑  Topanga World League auf esportsearnings.com
15. ↑  Topanga League 4 auf esportsearnings.com
16. ↑  Topanga World League 2 auf esportsearnings.com
17. ↑  Topanga League 5 auf esportsearnings.com
18. ↑  Capcom Cup 2015 auf esportsearnings.com
19. ↑  eurogamer.net: The best of YouTube vom 31. August 2006 (englisch, Seite 2, aufgerufen am 21. Juni 2014)
20. ↑  gamepro.com (Memento vom 21. Oktober 2008 im Internet Archive): The 9 biggest moments in pro gaming vom 22. März 2007 (Seitenkopie, Seite 3, englisch, aufgerufen am 21. Juni 2014)